# Quách Vĩnh Hồng
Quách Vĩnh Hồng (tiếng Trung giản thể: 郭永红, bính âm Hán ngữ: Guō Yǒnghóng, sinh tháng 7 năm 1968, người Hán) là nữ chính trị gia nước Cộng hòa Nhân dân Trung Hoa. Bà là Ủy viên dự khuyết Ủy ban Trung ương Đảng Cộng sản Trung Quốc khóa XX, hiện là Thường vụ Tỉnh ủy, Bộ trưởng Bộ Thống Chiến Tỉnh ủy Thiểm Tây. Bà từng là Phó Tỉnh trưởng Thiểm Tây.
Quách Vĩnh Hồng là đảng viên Đảng Cộng sản Trung Quốc, học vị Cử nhân Văn học. Bà có sự nghiệp đều phục vụ tổ chức Đảng và chính quyền địa phương ở Hồ Bắc, Thiểm Tây.

## Xuất thân và giáo dục
Quách Vĩnh Hồng sinh vào tháng 7 năm 1968 tại huyện Hy Thủy, nay thuộc địa cấp thị Hoàng Cương, tỉnh Hồ Bắc, Cộng hòa Nhân dân Trung Hoa. Bà lớn lên và tốt nghiệp cao trung ở Hy Thủy, thi cao khảo vào năm 1986 và đỗ Học viện Sư phạm Hồ Bắc, nay là Đại học Sư phạm Hồ Bắc, sang Hoàng Thạch nhập học hệ Hán ngữ và văn học Trung Quốc, tốt nghiệp cử nhân chuyên ngành này vào tháng 7 năm 1990. Bà được kết nạp Đảng Cộng sản Trung Quốc vào tháng 6 năm 1990, vào thời điểm trước khi tốt nghiệp đại học.

## Sự nghiệp

### Hồ Bắc
Tháng 7 năm 1990, sau khi tốt nghiệp đại học, Quách Vĩnh Hồng được phân về quê nhà Hy Thủy của mình để công tác, bắt đầu làm giáo viên ở Trường Sư phạm Hy Thủy. Sau đó 2 năm thì bà được chuyển lên Văn phòng Huyện ủy làm cán bộ, tiếp tục công tác trong 2 năm thì trở lại Học viện Sư phạm Hồ Bắc nơi mình từng học làm cán bộ bộ phận tổ chức, Phòng Nhân sự. Sau đó, vào tháng 10 năm 1995, bà tiếp tục điều chuyển và lần này là lên Thị ủy Hoàng Thạch để làm cán bộ khoa cán bộ thứ 3 của Bộ Tổ chức Thị ủy, rồi Phó Chủ nhiệm Phòng nghiên cứu, ngạch phó khoa trưởng của cán bộ khoa học kinh tế và giáo dục, cán bộ Đảng chính từ tháng 5 năm 1997. Cuối năm 1999, bà được nâng ngạch chủ nhiệm khoa viên ở cán bộ Đảng chính, tới tháng 9 năm 2001 thì được điều về thành phố cấp huyện Đại Dã của Hoàng Thạch làm Thường vụ Thị ủy, Bộ trưởng Bộ Tổ chức Thị ủy Đại Dã, rồi Phó Bí thư Thị ủy, Bí thư Ủy ban Kiểm Kỷ của Đại Đã từ cuối năm 2002. Đến đầu năm 2005, bà được điều sang một đơn vị khác của Hoàng Thạch là quận Thiết Sơn làm Phó Bí thư Quận ủy, Quận trưởng, giữ chức gần 2 năm thì tiếp tục được điều chuyển tới một quận khác là Hoàng Thạch Cảng làm Phó Bí thư Quận ủy, Quận trưởng thêm hơn 4 năm.
Tháng 1 năm 2011, Quách Vĩnh Hồng được bầu làm Phó Chủ tịch Hội Liên hiệp Phụ nữ Hồ Bắc, là Thành viên Đảng tổ của hội. Đến cuối năm này, bà được điều về địa cấp thị Tùy Châu làm Thường vụ Thị ủy, Bộ trưởng Bộ Tổ chức Thị ủy Tùy Châu, kiêm Bí thư Ủy ban Công tác cơ quan trực thuộc Thị ủy, Chủ tịch Tổng Công hội địa phương này. Sau đó 1 nhiệm kỳ 5 năm cho đến tháng 6 năm 2016, bà chuyển chức làm Bí thư Ủy ban Chính Pháp Tùy Châu, rồi được bầu làm Thị trưởng Tùy Châu từ cuối năm 2017, vẫn tiếp tục lãnh đạo cơ quan chính trị và pháp luật, tức giữ 2 chức vụ cùng lúc. Đầu năm 2018, bà ứng cử và trúng cử là đại biểu của Đại hội Đại biểu Nhân dân toàn quốc khóa XIII nhiệm kỳ 2018–23. Vào tháng 12 năm 2019, bà rời Tùy Châu, tới Thương Lạc nhậm chức Bí thư Thị ủy địa cấp thị này.

### Thiểm Tây
Tháng 5 năm 2021, sau hơn 30 năm công tác ở quê nhà Hồ Bắc, Quách Vĩnh Hồng được điều tới Thiểm Tây, bổ nhiệm làm Phó Tỉnh trưởng Thiểm Tây, Thành viên Đảng tổ của Chính phủ Nhân dân tỉnh Thiểm Tây. Đến tháng 4 năm 2022, bà được bầu vào Ủy ban Thường vụ Tỉnh ủy, được phân công là Bộ trưởng Bộ Thống Chiến Tỉnh ủy Thiểm Tây, kiêm Phó Bí thư Đảng tổ Ủy ban Thiểm Tây Chính hiệp Trung Quốc. Tháng 10 năm 2022, bà tham gia Đại hội Đảng Cộng sản Trung Quốc lần thứ XX từ đoàn đại biểu Thiểm Tây. Trong quá trình bầu cử tại đại hội, bà được bầu là Ủy viên dự khuyết Ủy ban Trung ương Đảng Cộng sản Trung Quốc khóa XX.